# Anna Felicitas Sarholz
Anna Felicitas Sarholz est une footballeuse allemande née le 5 juillet 1992 à Cologne. Elle évolue au poste de gardienne de but. Elle joue au 1. FFC Turbine Potsdam.

## Biographie
Anna Felicitas Sarholz, qui évolue au 1. FFC Turbine Potsdam depuis 2008, se distingue lors de la finale de la Ligue des champions féminine de l'UEFA 2009-2010 avec ses multiples arrêts contre l'Olympique lyonnais. Elle se blesse au pied lors de la finale de l'édition suivante, perdue contre les Lyonnaises.
En janvier 2012, elle se fracture le poignet lors d'un accident de vélo, ce qui la laisse indisponible pour plusieurs mois.

## Palmarès

### En club
- Avec le 1. FFC Turbine Potsdam
  - Vainqueur de la Ligue des champions en 2010
  - Vainqueur du Championnat d'Allemagne en 2009, 2010 et 2011
  - Vainqueur de la Coupe d'Allemagne en salle en 2010

### En sélection
- Avec l'équipe d'Allemagne des moins de 17 ans
  - Vainqueur du Championnat d'Europe de football féminin des moins de 17 ans en 2008 et 2009
  - Troisième de la Coupe du monde de football féminin des moins de 17 ans en 2008